# Toquí de corona negra
El toquí de corona negra o toquí de capell negre (Arremon abeillei) és un ocell de la família dels passerèl·lids (Passerellidae).

## Descripció
Ocell amb una conspícua màscara negra i corona separats per una amplia franja blanca. La gola i el centre de les parts inferiors són blanques vorejades de gris als costats del ventre i els flancs. Tots dos sexes tenen el bec negre. Hi ha dos grups diferenciats. Els ocells de l'oest de l'Equador i la major part del nord-oest del Perú (abellei) tenen el dors gris, mentre que la població que habita la conca del riu Marañon del nord del Perú i l'extrem sud de l'Equador el dors (nigriceps) és de color oliva. Els ocells d'esquena grisa són semblants als mascles del toquí de collar (Pipilo ocai), però la franja del pit és més estreta, la de la cara no arriba més enllà de la part davantera de l'ull i la cua no és blanca. No presenta dimorfisme sexual.

## Hàbitat i distribució
Habita els boscos secs subtropicals o tropicals i els boscos humits de les terres baixes de l'Equador i Perú fins a 1800 msnm els contraforts dels Andes.

## Etimologia
«Arremon» deriva del grec antic “arrhemon”, “arrhemonos” que significa “silenciós”, “sense parla”. L'epítet «abeillei» és en honor del Dr. Grégoire Abeillé (mort el 1848), metge, ornitòleg i col·leccionista francès.

## Taxonomia
La majoria d'autoritats taxonòmiques reconeixen dues subespècies:
- A. a. abeillei (Lesson, 1844) sud-oest d'Equador i nord-oest dePerú.
- A. a. nigriceps (Taczanowski, 1880) centre nord de Perú.

Tanmateix, d'altres consideren que la població del Perú central (nigriceps) és una espècie diferent:
- Arremon nigriceps - toquí del Marañón.[11]